# Шатмантамак
Шатмантамак (баш. Шатмантамаҡ) — село в Миякинском районе Башкортостана, входит в состав Зильдяровского сельсовета.

## Население
| 2002 | 2009 | 2010 |
| ---- | ---- | ---- |
| 693  | ↘668 | ↘528 |

Национальный состав
Согласно переписи 2002 года, преобладающие национальности — башкиры (67 %), татары (32 %).

Согласно переписи 1920 года, в селе Шатмантамак проживало 1664  татар (не точно, в источнике указано село Т.-Тамак).

## Географическое положение
Расстояние до:
- районного центра (Киргиз-Мияки): 40 км,
- центра сельсовета (Зильдярово): 4 км,
- ближайшей ж/д станции (Аксёново): 83 км.

## Достопримечательности
- Шатман-Тамакские курганы — 4 кургана, в 700 метрах к юго-востоку от села Шатмантамак, на ровном распахиваемом плато левого берега реки Уязы.